# Ляонин Дунбэйху
«Ляонин Дунбэйху» (кит. упр. 辽宁东北虎) — китайский футбольный клуб, представляющий провинцию Ляонин, Китай. С 2010 года в команду перешел ряд игроков прекратившего существования клуба «Фушунь Синье», за счёт чего удалось продолжить подготовку молодых профессиональных футболистов.

## История
Первоначально команда при поддержке провинциального Министерства спорта создавалась как фарм-клуб «Ляонин Хувин». В нее приглашались молодые игроки, представляющие различные города провинции Ляонин. Одним из тренеров клуба выступал известный региональный специалист Ли Чжэн, который занимался подготовкой молодёжи провинции с 1995 года, а его помощником выступал ассистент главного тренера «Ляонина» Чжан Юйнин. Проводились и выездные мероприятия, в частности, было подписано соглашение о сотрудничестве с футбольной федерацией Чаояна. 
В 2010 году команда в первый раз приняла участие в розыгрыше Второй лиги Китая. Команда достаточно слабо выступила в Северной группе, в которой на групповом этапе заняла четвертое место из пяти и не вышла в следующий раунд. 
В 2011 году команда объявила о своем участии в новом розыгрыше турнира Второй лиги, однако впоследствии отказалась. В январе 2012 года было объявлено об объединении с клубом «Фушунь Синье», однако в новом составе заявления об участии в чемпионате не последовало.